# Reheselja
Reheselja is een plaats in de Estlandse gemeente Hiiumaa, provincie Hiiumaa. De plaats heeft de status van dorp (Estisch: küla).
Reheselja lag tot in oktober 2017 in de gemeente Emmaste. In die maand ging de gemeente op in de fusiegemeente Hiiumaa.

## Bevolking
De ontwikkeling van het aantal inwoners blijkt uit het volgende staatje:
| Jaar            | 2000 | 2011 | 2017 | 2019 | 2021 |
| --------------- | ---- | ---- | ---- | ---- | ---- |
| Aantal inwoners | 50   | 36   | 33   | 30   | 24   |

## Geografie
Reheselja ligt aan de zuidwestkust van het eiland Hiiumaa, aan de Straat van Soela (Estisch: Soela väin), de zeestraat tussen de eilanden Hiiumaa en Saaremaa. De zeestraat is een onderdeel van de Oostzee.

## Geschiedenis
Reheselja werd voor het eerst genoemd in 1577 onder de naam Resel Jürgen. In 1622 heette het dorp Rihieselck en in 1844 Rehheselj. Het lag op het landgoed van Großenhof (Suuremõisa) en na 1796 op dat van Emmast (Emmaste).
Tussen 1977 en 1997 maakte Reheselja deel uit van het buurdorp Sõru.